# Llangattock Vibon Avel
Llangattock-Vibon-Avel est une paroisse rurale située dans le comté du Monmouthshire au pays de Galles. Elle se trouve à 5 miles à l'ouest de Monmouth et à 13 miles à l'est d'Abergavenny.

## Source
- (en) Cet article est partiellement ou en totalité issu de l’article de Wikipédia en anglais intitulé « Llangattock-Vibon-Avel » (voir la liste des auteurs).